# Pethia ticto
Espèce
Statut de conservation UICN

 LC  : Préoccupation mineure
Synonymes
- Cyprinus ticto Hamilton, 1822
- Barbus ticto (Hamilton, 1822)
- Puntius ticto (Hamilton, 1822)

Pethia ticto est un poisson de la famille des Cyprinidés.